# Пентахлорид мышьяка
Пентахлорид мышьяка (хлорид мышьяка(V), пятихлористый мышьяк) — бинарное неорганическое соединение мышьяка и хлора с формулой AsCl5, бесцветная ядовитая жидкость, очень неустойчивая.

## Получение
- Облучение ультрафиолетом раствора хлорида мышьяка в хлоре:

{\displaystyle {\mathsf {AsCl_{3}+Cl_{2}\ {\xrightarrow {}}\ AsCl_{5}}}}

## Физические свойства
Пентахлорид мышьяка — бесцветная жидкость, очень неустойчива, начинает разлагаться уже при −50°С.
Пентахлорид мышьяка при температуре ниже −40°С образует кристаллы ромбической сингонии, пространственная группа P mmn, параметры ячейки a = 0,7062 нм, b = 0,7603 нм, c = 0,6233 нм, Z = 2.

## Химические свойства
- При низких температурах реагирует с озоном:

{\displaystyle {\mathsf {AsCl_{5}+O_{3}\ {\xrightarrow {}}\ AsOCl_{3}+O_{2}+Cl_{2}}}}

## Биологическая роль и токсичность
Пентахлорид мышьяка AsCl5 в больших концентрациях чрезвычайно ядовит для человека, как и многие другие неорганические соединения мышьяка. Обладает сильным кожно-нарывным действием. Передозировка мышьяка в живых организмах явно небезопасна.